# Julius von Falkenhayn
Julius hrabě von Falkenhayn (20. února 1829 Vídeň – 12. ledna 1899 Vídeň) byl rakousko-uherský, respektive předlitavský politik. Původně sloužil v armádě, později se aktivně věnoval politice. V roce 1871 byl krátce zemským hejtmanem v Horním Rakousku a v letech 1879–1895 dlouholetým ministrem zemědělství Předlitavska.

## Biografie
Pocházel z šlechtického rodu Falkenhaynů původně ze Slezska, povýšeného v roce 1689 do hraběcího stavu. Narodil se jako druhorozený syn generála Eugena Falkenhayna (1792–1853) a jeho manželky Karolíny, rozené hraběnky Colloredové (1802–1835). Vzhledem k postavení svého otce ve funkci nejvyššího hofmistra arcivévody Františka Karla vyrůstal Julius v blízkosti císařské rodiny a od dětství patřil k přátelům Františka Josefa. Studoval na univerzitě ve Vídni, ale v roce 1847 vstoupil jako kadet do armády. Během revolučních let 1848–1849 se vyznamenal na bojištích v Itálii a proti maďarským povstalcům. Již v devatenácti letech byl nadporučíkem (1848), v roce 1850 byl povýšen na rytmistra a sloužil u 1. husarského pluku. Pak krátce podnikal, když založil poblíž Bad Ischlu továrnu na papír. Brzy se ji ale zbavil pro malou výdělečnost. Působil pak v Linci. Profiloval se jako odborník na národohospodářské a finanční otázky. V roce 1867 se stal poslancem Hornorakouského zemského sněmu. V roce 1871 krátce zastával post zemského hejtmana Horních Rakous.
13. srpna 1879 se stal ministrem zemědělství Předlitavska ve vládě Eduarda Taaffeho. Na této pozici setrval i v následující vládě Alfreda Windischgrätze. Ministrem byl po 16 let až do 19. června 1895. Prosadil četné významné legislativní předlohy jako zákon o komasaci, veterinární zákon, novelu lesního zákona na ochranu lesů apod.
Ve volbách roku 1879 se stal poslancem Říšské rady (celostátní parlament). Zastupoval městskou kurii v Horních Rakousích, obvod Wels, Efferding, Vöcklabruck, Gmunden, Ischl atd. Ve volbách do Říšské rady roku 1885 mandát obhájil, nyní reprezentoval velkostatkářskou kurii v Horních Rakousích. Za stejnou kurii obhájil mandát i ve volbách do Říšské rady roku 1891 a volbách do Říšské rady roku 1897. Zasedal zde do své smrti v roce 1899. Pak ho na poslaneckém křesle vystřídal Georg Friedrich Dürckheim. Podle jiných zdrojů z Říšské rady odešel již v roce 1898.
Byl orientován jako konzervativec (Strana konzervativního velkostatku). Patřil k nejkonzervativnějším poslancům. Zvolen byl díky svému panství v Sankt Wolfgang im Salzkammergut.
Do politiky výrazně zasáhl ještě koncem 90. let 19. století, kdy vláda Kazimíra Badeniho bojovala v parlamentu s obstrukcemi. Falkenhayn tehdy navrhl přísnější jednací řád (takzvaný Lex Falkenhayn), který by obstrukce ve sněmovně ztížil (předsedovi sněmovny dával možnost dočasně vyloučit některé obstruující poslance z jednání). Předloha ovšem nebyla přijata, místo toho se kvůli ní ve sněmovně odehrávaly ještě ostřejší hádky i potyčky. Krátce poté se Falkenhayn stáhl z politického života.
Od roku 1853 měl titul c. k. komořího, jako člen vlády obdržel v roce 1880 titul c. k. tajného rady s nárokem na oslovení Excelence. Za zásluhy byl nositelem velkokříže Leopoldova řádu a Řádu železné koruny I. třídy.
V roce 1857 se v Prešpurku oženil s hraběnkou Viktorií Folliot de Crenneville (1816–1900), dcerou generála Ludwiga Folliota de Crenneville. Viktorie byla o jedenáct let starší a vdovou po uherském šlechtici Janu Nepomukovi Keglevićovi z Bužimi. Měla tituly c. k. palácové dámy a dámy Řádu hvězdového kříže. Jejich manželství zůstalo bezdětné.
Juliův starší bratr Franz Falkenhayn (1827–1898) se uplatnil také v politice, byl poslancem Říšské rady a dlouholetým členem Panské sněmovny. Mladší bratr Ladislaus (1833–1865) byl podplukovníkem a pobočníkem císaře Františka Josefa. 